# Infarktus
Az orvostudományban az infarktus kifejezés az artériás vérellátás csökkenése miatt bekövetkező szöveti sejtelhalást, nekrózist takarja.
Infarktus bármelyik szervben létrejöhet. Leginkább az atherosclerosissal (érelmeszesedéssel) van kapcsolatban. Amikor egy atherosclerotikus lerakódás felszakad, vérrög (thrombus) keletkezik, mely az eret elzárhatja. Más esetben az érrendszerben keletkezett vérrög az érpályában szabadon vándorolva bárhol képes embolust képezni, azaz elzárni valahol a véráram útját.

## Fajtái
Az infarktusokat a vérzés mennyisége alapján két csoportba oszthatjuk:
- fehér : Olyan szervek, mint a szív, vese, lép általában artériás elzáródás miatt szenvednek infarktust, így fehéres színt vesznek fel.
- vörös : A kettős vérellátással rendelkező szervekben gyakori a másodlagos vérzés, így a tüdőben és a vékonybélben jellemző a vörös infarktus.

### A leggyakoribb infarktusok
- Szívinfarktus vagy myocardiális infarktus
- Agyi infarktus, az agyi érkatasztrófa egyik formája
- Perifériás artériás elzáródás következtében kialakuló gangréna, amely amputációhoz vezethet

### Egyéb betegségek, melyek az infarktus bizonyos formáihoz vezetnek
- Antifoszfolipid szindróma
- Szepszis vagy fertőzés
- Giant-cell arteritis (GCA), azaz óriás sejtes artéria gyulladás

## Lásd még
- Patológia
- Nekrózis